# 細川義洋
細川 義洋（ほそかわ よしひろ、1964年11月29日 - ）日本の著述家。神奈川県横浜市生まれ。

## 経歴
神奈川県立柏楊高等学校普通科、立教大学経済学部経済学科を卒業。筑波大学大学院修了(法学修士)。
情報システム関連企業でシステムエンジニアやコンサルタント業に従事する傍ら2008年から東京地方裁判所で民事調停委員、同じく東京地方裁判所、東京高等裁判所で専門委員(IT)を務め、情報システムに関わる各種の紛争解決支援を行う。
その後、内閣官房政府CIO補佐官、内閣府デジタル統括アドバイザー、カジノ管理委員会情報化参与、経済産業省デジタル統括アドバイザー、特許庁上級システムアドバイザーなどを歴任。2023年1月にCNI IT アドバイザリ―合同会社を設立し、IT紛争解決のコンサルテーション、講演、研修なども行う。
出典：

## 著書
- 『なぜ、システム開発は必ずモメるのか?』(日本実業出版社、2013年9月13日） ISBN 978-4-534-05115-8 [1]
- 『「IT専門調停委員」が教える モメないプロジェクト管理77の鉄則』（日本実業出版社、2014年7月10日） ISBN 978-4-534-05115-8[2]
- 『プロジェクトの失敗はだれのせい？～紛争解決特別法務室“トッポ―”中林麻衣の事件簿』（技術評論社、2016年2月26日） ISBN 978-4-7741-7951-3

## 雑誌
- 『日経情報ストラテジー』2013/06号 『調停委員が明かす 紛争を防ぐ契約書の書き方』（取材）[3]

## 寄稿
- 情報処理学会 学会誌「情報処理」vol.55『T紛争の事例とそこから見える問題点・知見 -専門家としてのベンダの責任とユーザの協力義務』[4]